# Tattoo (singel Loreen)
Tattoo – singel szwedzkiej piosenkarki Loreen, wydany 25 lutego 2023 nakładem Universal Music.
Kompozycja reprezentowała Szwecję w 67. Konkursie Piosenki Eurowizji w Liverpoolu i zwyciężyła konkurs z łączną liczbą 583 punktów, zdobywając siódme zwycięstwo dla Szwecji w konkursie.

## Powstanie utworu i historia wydania
Utwór został wydany 25 lutego 2023 w formacie digital download pod nakładem Universal Music. Utwór napisali oraz skomponowali Jimmy „Joker” Thörnfeldt, Jimmy Jansson, Lorine Talhaoui, Cazzi Opeia, Peter Boström i Thomas G:son. Do utworu wydano teledysk liryczny, który miał premierę 25 lutego 2023.
Loreen oryginalnie nie brała udziału w tworzeniu utworu, a dołączyła do procesu dopiero, gdy został do niej wysłany przez innych autorów, a ta zgodziła się go przyjąć. Początkowo artystka była sceptyczna co do wysłania utworu do uczestnictwa do Melodifestivalen, szwedzkich eliminacji do Konkursu Piosenki Eurowizji, jednak zdecydowała się tak postąpić po reakcji otoczenia, w tym autorów utworu oraz szwedzkiego nadawcy telewizyjnego SVT. W występach utworu artystka odniosła się do zanikującej kultury tatuaży berberskich.
Zapytana o znaczenie piosenki, Loreen odpowiedziała; piosenka nosi tytuł »Tattoo«. Twoja miłość jest wryta we mnie jak tatuaż [cytat z piosenki]. Ma energię i moc, głębię. To miłosna piosenka. Jak zwykle lubię mówić o miłości, bo nie ma niczego ważniejszego. O porównaniu piosenki do zwycięskiego utworu Konkursu Piosenki Eurowizji 2012 „Euphoria”, odpowiedziała; nie, to jest coś innego. Ale [posiada] dużo mocy, dużo energii. Kiedy po raz pierwszy usłyszałam tę piosenkę, czułam całym ciałem, że coś się zaraz wydarzy, a ostatni raz czułam to przy »Euphorii«. Myślę więc, że prawdopodobnie trochę wstrząśnie systemem. Ale to dobrze. Muzyka powinna sprawiać, że czujemy siebie. Sprawić, żebyśmy się obudzili.

### Podejrzenia o plagiat
Po finale Melodifestivalen twórcy piosenki zostali oskarżeni o naruszenie praw autorskich i popełnienie plagiatu utworów takich jak „Flying Free” zespołu Pont Aeri, „The Winner Takes It All” zespołu ABBA, „Easy on Me” Adele i w szczególności „W plienu” Miki Newton. Posądzenia o plagiat ponownie pojawiły się po tym, jak piosenka wygrała w finale 67. Konkursu Piosenki Eurowizji. Przed finałem Konkursu Piosenki Eurowizji Loreen odniosła się do zarzutów, stwierdzając, że porównanie zespołu ABBA potraktowała jako „komplement”, ale zignorowała resztę krytyki, twierdząc, że nie ma czasu ani energii do stracenia na „cokolwiek innego, niż upewnianie się, żeby [jej] numer [był] tak potężny, jak to możliwe”. Dodała: najważniejsze dla mnie jest to, aby ludzie rezonowali z piosenką, robili z nią, co chcą, [aby] byli z nią kreatywni. Cokolwiek cię uszczęśliwia, rób to.

## Konkurs Piosenki Eurowizji

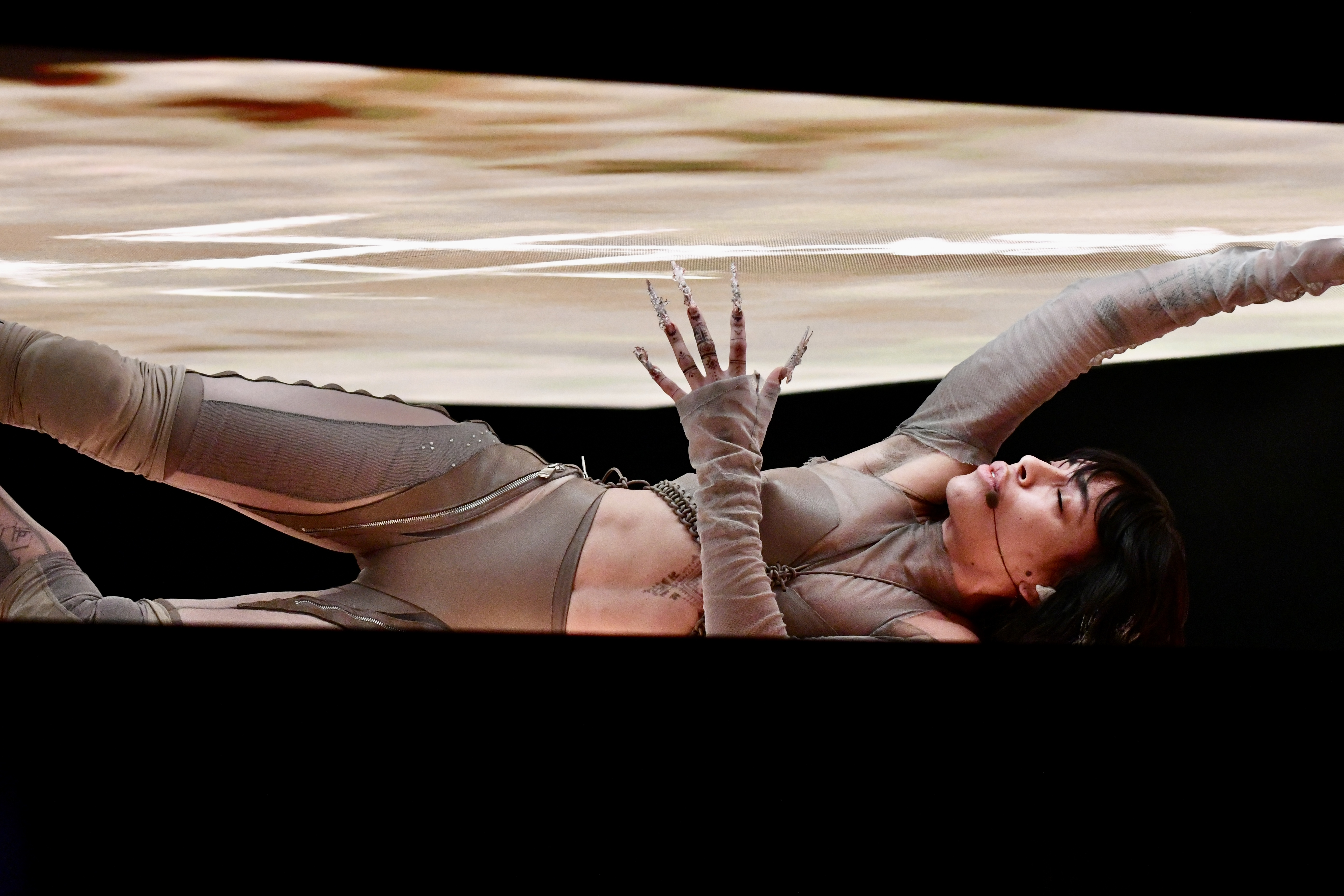
Loreen podczas występu „Tattoo” w czwartym półfinale Melodifestivalen 2023 w Malmö

25 lutego 2023 utwór wziął udział w czwartym półfinale Melodifestivalen 2023 w Malmö, skąd zakwalifikował się do finału z pierwszego miejsca. Podczas pierwszego występu Loreen na scenę wtargnął protestujący trzymający znak, przez co występ artystki został przerwany przed pierwszym refrenem, co zmusiło ją do ponownego wykonu utworu. 11 marca 2023 kompozycja zwyciężyła w finale programu, dzięki czemu reprezentowała Szwecję w 67. Konkursie Piosenki Eurowizji w Liverpoolu. Po występie w Melodifestivalen, piosenka zadebiutowała na pierwszym miejscu szwedzkiej listy singli.
Przed konkursem piosenka była typowana przez bukmacherów jako główny faworyt do zwycięstwa. Piosenka została zaprezentowana podczas pierwszego półfinału i awansowała do finału. Podczas finału utwór został zaprezentowany jako 9 z kolei, otrzymał 340 punktów od jury i 243 punktów od widzów, ostatecznie z liczbą 583 punktów, singel znalazł się na 1. miejscu, dzięki czemu Loreen stała się drugą osobą w historii (i pierwszą kobietą), która dwukrotnie zwyciężyła w konkursie.

## Lista utworów
| Digital download / media strumieniowe | Digital download / media strumieniowe | Digital download / media strumieniowe |
| Nr                                    | Tytuł utworu                          | Długość                               |
| ------------------------------------- | ------------------------------------- | ------------------------------------- |
| 1.                                    | „Tattoo”                              | 3:03                                  |

## Notowania na listach przebojów

### Tygodniowe
| Kraj            | Notowanie (2023)                    | Najwyższa pozycja |
| --------------- | ----------------------------------- | ----------------- |
| Australia       | ARIA Digital Track Chart            | 9                 |
| Austria         | Ö3 Austria Top 40                   | 1                 |
| Belgia          | Ultratop 50 Singles (Flandria)      | 1                 |
| Belgia          | Ultratop 50 Singles (Walonia)       | 1                 |
| Białoruś        | Unistar Top 20                      | 6                 |
| Bułgaria        | Prophon                             | 3                 |
| Chorwacja       | ARC Top 100                         | 4                 |
| Chorwacja       | Billboard Croatia Songs             | 5                 |
| Czechy          | Rádio – Top 100                     | 37                |
| Czechy          | Singles Digitál Top 100             | 9                 |
| Dania           | Track Top-40                        | 13                |
| Ekwador         | Monitor Latino Anglo                | 8                 |
| Estonia         | Radiomonitor                        | 4                 |
| Finlandia       | Suomen virallinen lista             | 3                 |
| Francja         | SNEP Top Singles                    | 28                |
| Grecja          | IFPI Greece                         | 1                 |
| Hiszpania       | Promusicae                          | 22                |
| Holandia        | Dutch Top 40                        | 1                 |
| Holandia        | Single Top 100                      | 1                 |
| Irlandia        | Top 100 Singles                     | 3                 |
| Islandia        | Tónlistinn                          | 1                 |
| Izrael          | Media Forest                        | 1                 |
| Kanada          | Billboard Canada Digital Song Sales | 37                |
| Litwa           | Singlų Top 100                      | 2                 |
| Luksemburg      | Billboard Luxembourg Songs          | 1                 |
| Łotwa           | EHR Top 40                          | 1                 |
| Łotwa           | LaIPA                               | 2                 |
| Łotwa           | LaIPA Airplay                       | 20                |
| Niemcy          | Offizielle Deutsche Chart           | 7                 |
| Norwegia        | VG-lista                            | 2                 |
| Nowa Zelandia   | New Zealand Hot Singles             | 19                |
| Polska          | OLiA                                | 2                 |
| Polska          | OLiS – single w streamie            | 4                 |
| Portugalia      | AFP                                 | 15                |
| Rosja           | Tophit Radio Hits                   | 7                 |
| Rumunia         | Billboard Romania Songs             | 18                |
| Serbia          | Radiomonitor                        | 2                 |
| Słowacja        | Rádio – Top 100                     | 21                |
| Słowacja        | Singles Digitál Top 100             | 23                |
| Słowenia        | Radiomonitor                        | 2                 |
| Surinam         | Nationale Top 40                    | 2                 |
| Szwajcaria      | Singles Top 100                     | 1                 |
| Szwecja         | Sverigetopplistan                   | 1                 |
| Świat           | Billboard Global 200                | 15                |
| Świat           | Billboard Global 200 Excl. Us       | 7                 |
| Ukraina         | Tophit Radio Hits                   | 26                |
| Węgry           | Single Top 40                       | 5                 |
| Wielka Brytania | UK Singles Chart                    | 2                 |
| Włochy          | FIMI                                | 24                |
| WNP             | Tophit Radio Hits                   | 11                |

### Miesięczne
| Kraj    | Notowanie (2023)  | Najwyższa pozycja |
| ------- | ----------------- | ----------------- |
| Rosja   | Tophit Radio Hits | 24                |
| Ukraina | Tophit Radio Hits | 84                |
| WNP     | Tophit Radio Hits | 22                |

## Certyfikat
| Kraj          | Certyfikat       | Sprzedaż   |
| ------------- | ---------------- | ---------- |
| Grecja (IFPI) | złota płyta      | 1 000 000+ |
| Polska (ZPAV) | diamentowa płyta | 250 000+   |